# Apsarasas Kangri
Apsarasas Kangri – masyw w łańcuchu Siachen Muztagh, który jest częścią Karakorum. Leży na granicy między Pakistanem a Chinami, blisko granic Indii. Jest to 96 szczyt Ziemi.
Pierwszego i jak dotąd jedynego wejścia dokonano w 1980 r.